# Hillaryland

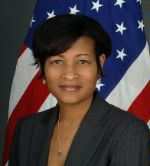
Cheryl Mills, miembro del grupo Hillaryland.

Hillaryland fue el nombre autoimpuesto de un grupo de asesoras principales de Hillary Clinton, cuando fue primera dama de los Estados Unidos y nuevamente cuando, como senadora de los Estados Unidos, fue una de los candidatos del Partido Demócrata a la presidencia en las elecciones estadounidenses de 2008.
El grupo incluía a Huma Abedin, Patti Solis Doyle (a quien se le atribuye haber acuñado el nombre "Hillaryland"), Mandy Grunwald, Neel Lattimore, Ann Lewis, Evelyn Lieberman, Tamera Luzzatto, Capricia Marshall, Cheryl Mills, Minyon Moore, Lissa Muscatine, Neera Tanden, Melanne Verveer, Lisa Caputo, Ann Stock y Maggie Williams. En su autobiografía, Historia Viva, Clinton atribuye al asistente de campaña Steve Rabinowitz el primer uso del término.
El grupo se distinguía de dos formas destacadas: primero, casi todas son mujeres; el único hombre del grupo era el exsubsecretario de prensa de la primera dama, Neel Lattimore. En segundo lugar, la mayoría trabajó en la administración Clinton y han sido amigos personales y confidentes de Hillary Clinton desde al menos entonces, si no antes. El nombre Hillaryland se remonta a la campaña presidencial de Bill Clinton en 1992, cuando era la sección de su "sala de guerra" de Little Rock, Arkansas, que albergaba al personal de Hillary Clinton. Más tarde se hizo más conocido como el apodo del área del Ala Oeste de la Casa Blanca en la que el personal de la primera dama tenía sus oficinas; Según Clinton, Hillaryland tenía su propia subcultura, basada en la camaradería, sin nunca filtrar información a la prensa y contar con muchos juguetes y galletas para los hijos de los empleados. Como lo dijo Hillary: "Mientras que el Ala Oeste tenía tendencia a las filtraciones... Hillaryland nunca las tuvo, y cada niño que la visitó sabía exactamente dónde escondíamos las galletas".  Los biógrafos de Clinton, Jeff Gerth y Don Van Natta, Jr., describieron a Hillaryland como "una subcultura importante durante la presidencia de Clinton".
Las asesoras también estuvieron presentes durante el mandato de Clinton como senadora estadounidense . Pero el papel de Hillaryland fue objeto de considerable discusión durante y después de la campaña presidencial de Clinton en 2008 que llevó a cabo mientras era senadora. Michelle Cottle de la revista New York describió su papel como "menos una entidad de campaña que una hermandad extendida definida por su devoción a su homónima. Aun así, el espíritu protector del grupo domina su campaña presidencial, donde se exige lealtad, se desaprueba la autopromoción y y hablar fuera de lugar, especialmente con la prensa, [es fuertemente desaconsejado]". Como escribieron más tarde los cronistas de la campaña John Heilemann y Mark Halperin, "las personas que la componen... eran leales hasta la médula, inteligentes y despiadadas, testarudas y duras... Se refirieron a sí mismas colectivamente como Hillaryland, y todos los demás en política también lo hicieron". En este punto, la definición de Hillaryland a menudo se expandió un poco para incluir a miembros de la campaña como el estratega jefe Mark Penn. 
Después de que terminó perdiendo la nominación demócrata de 2008, los críticos a menudo se centraron en el círculo limitado y aislado de asesores y el estilo de gestión disfuncional como una de las razones detrás del fracaso de la campaña. Una de las críticas fue que Clinton valoraba la lealtad personal por encima de la capacidad para hacer el trabajo. El nivel de protección y la consiguiente incapacidad para criticar las tácticas fallidas, y la percepción pública de que Clinton necesitaba tanta protección, también alarmaron a los críticos en 2015, antes de su derrota en las elecciones generales del año siguiente.
Al comienzo del mandato de Clinton en 2009-2013 como Secretaria de Estado de los EE. UU., trajo a parte del personal de Hillaryland al Departamento de Estado, pero también contrató a otras personas.